# 贡·尼堡
贡·尼堡（挪威語：Gunn Nyborg，1960年3月21日—），生于奥斯陆，挪威女子足球运动员。她曾代表挪威国家队参加中国举办的1991年国际足联女子世界杯，结果队伍获得亚军。